# Robert Truax
Robert Truax (3 septembre 1917 - 17 septembre 2010) est un ingénieur américain qui a joué un rôle notable dans les premières réalisations américaines dans le domaine de l'astronautique au cours des années 1940-1950 ; par la suite il a tenté de développer des lanceurs à faible cout.
Truax est l'un des spécialistes des moteurs-fusées qui, au sein de la marine américaine, a conçu les fusées d'assistance au décollage JATO utilisées durant la seconde guerre mondiale par l'aéronavale américaine. Dans les années 1950, il joue un rôle important dans le développement des programmes de missile balistique Thor, Polaris et du lanceur Viking.
Après avoir quitté l'armée en 1959, il devient responsable de la division "Recherche avancée" au sein de la société Aerojet. Dans ce poste, il définit notamment les caractéristiques d'un lanceur lourd réutilisable et à faible coût le Dragon des Mers. En 1966, il fonde Truax Engineering pour poursuivre ses recherches dans le domaine des lanceurs à faible coût.

## Source
- (en) Cet article est partiellement ou en totalité issu de l’article de Wikipédia en anglais intitulé « Robert Truax » (voir la liste des auteurs).